# エディンバラ・フェスティバル

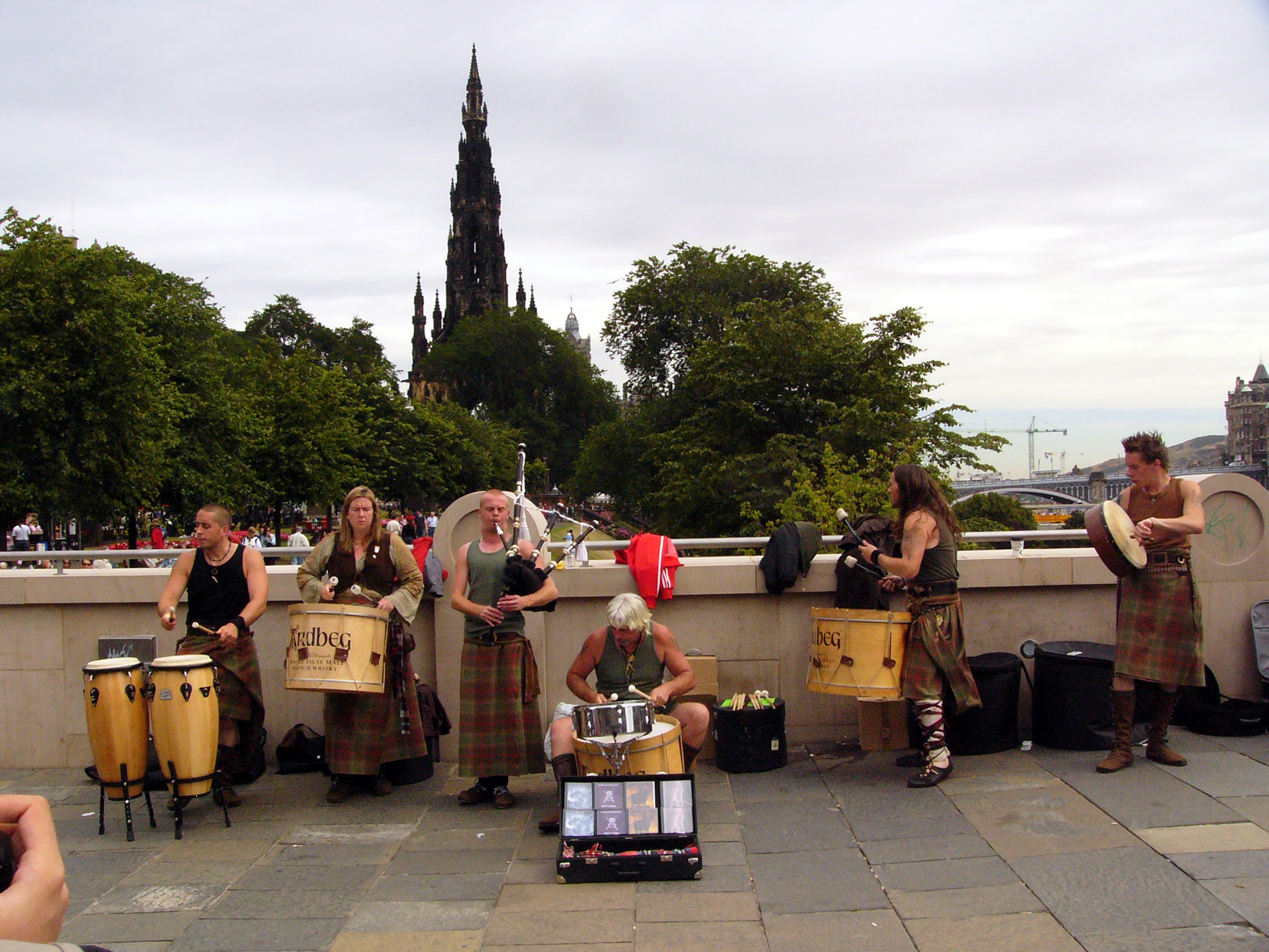
エディンバラの中心部、プリンシズ・ストリート・ガーデンズで演ずる大道芸人

エディンバラ・フェスティバル（Edinburgh Festival）は、スコットランドの首都エディンバラで毎年8月の同時期に開催される複数の芸術と文化の祭典の総称である。エディンバラ城の構内では、連夜、軍楽隊によるバグパイプ演奏やハイランドダンスが披露されるミリタリー・タトゥーが上演され、市内の各所で数多くの大道芸人がパフォーマンスを繰り広げる。

## 歴史
エディンバラ・フェスティバルの始まりは1947年、第二次世界大戦の記憶がまだ薄れない中、「人間精神の開花のための基礎を提供する」という理念を掲げて、エディンバラ国際フェスティバル（EIF）が創始された。そして同じ年、8つの劇団がフェスティバルの公式の支援を受けずに「もぐり」で自主公演を行い、これが後のエディンバラ・フェスティバル・フリンジ（EFF）へと発展することになる。このEFFは、エディンバラ・フリンジ（Edinburgh Fringe）、あるいはただフリンジとも呼ばれるが、誤ってエディンバラ・フリンジ・フェスティバルと呼ばれることもある。
エディンバラ国際フェスティバルとフリンジはそれぞれ独立した組織で、毎年それぞれ別個の催しを行う。1947年以来、エディンバラで他にいくつかのフェスティバルが創始されて、そのほとんどが毎年8月の同じ期間に開催されている。したがって、エディンバラ・フェスティバルというのは、一つのフェスティバルを指すのではなく、エディンバラという同じ都市で同時期に開催されるいくつかのそれぞれ独立したフェスティバル全体を指す呼称である。

## エディンバラ夏期フェスティバルのリスト

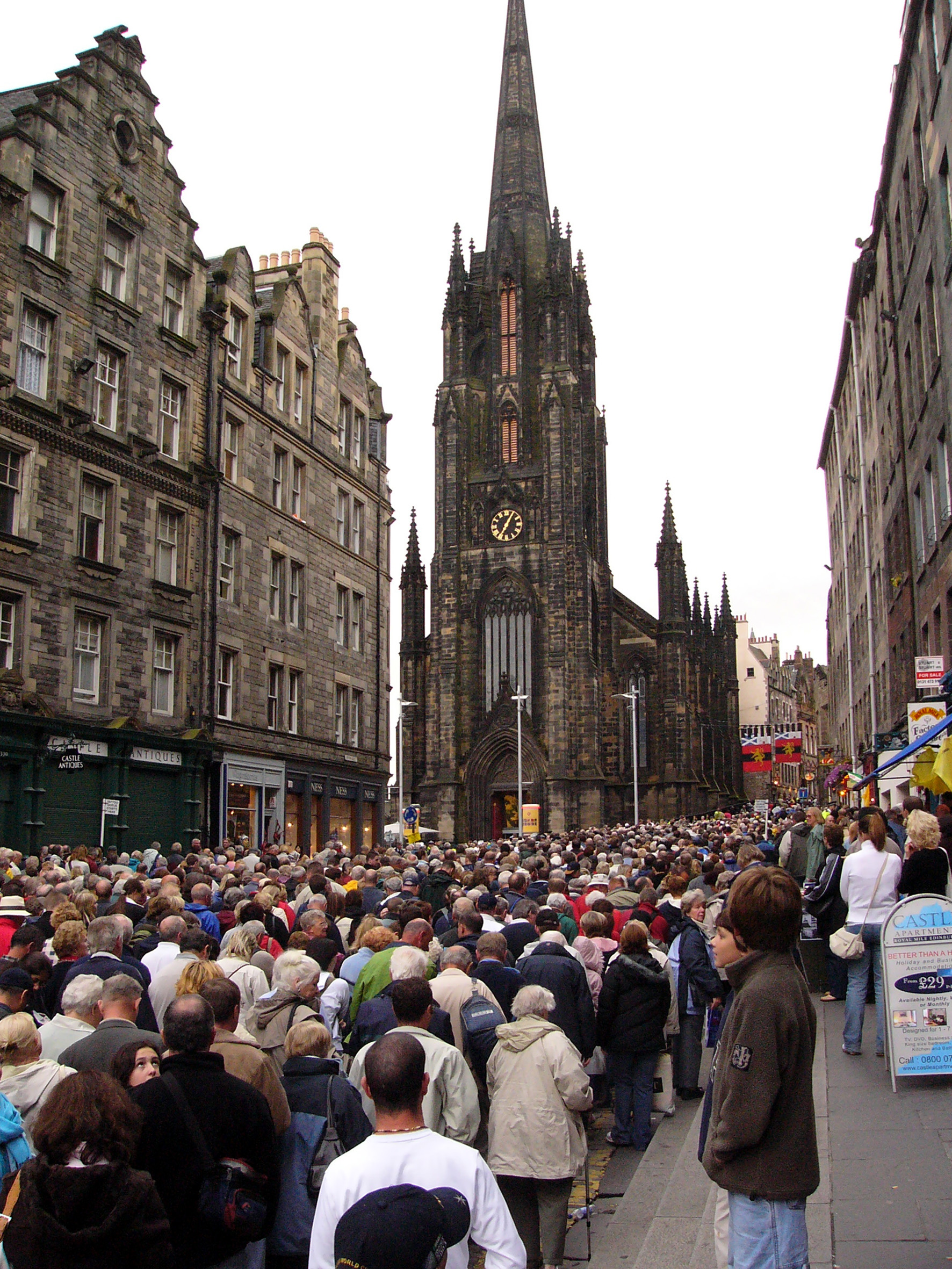
オールドタウンのロイヤル・マイルで、ミリタリー・タトゥー入場券を求めて行列する人々

以下は、エディンバラで夏期に行われるフェスティバルを創設の年代順にあげたものである。なお、*印は、そのフェスティバルが、各々のフェスティバルを統括する公的組織であるフェスティバルズ・エディンバラの傘下にあることを示す。
- エディンバラ国際フェスティバル（1947年）* - 本来の「公式な」フェスティバルで、古典・現代の演劇、オペラ、クラシック音楽やバレーを主催。
- エディンバラ・フェスティバル・フリンジ（1947年） - 国際フェスティバルに対して、小規模な、文字通りフリンジ（fringe: 周辺的なもの）として出発したが、今や世界のあらゆるフェスティバルの中でもっとも大規模な芸術祭として知られる[4]。演劇、コメディー、音楽、ミュージカル、舞踊、子どものためのショーなど。
- エディンバラ国際映画祭（1947年）*
- エディンバラ・ミリタリー・タトゥー（1950年）*
- エディンバラ・ジャズ・ブルース・フェスティバル（1978年）*
- エディンバラ国際ブックフェスティバル（1983年）*
- エディンバラ・メーラー（1995年） - アジア系（インド、パキスタン、バングラデシュなど）の人々による祭り。メーラー（mela）はヒンズー語で「人々の集まり、祭り」の意。
- エディンバラ国際インターネット・フェスティバル（1999年）
- エディンバラ・ピープルズ・フェスティバル（2002年） - ただし、1951年 - 1954年に同名のフェスティバルが開催されている。
- エディンバラ・インターアクティブ・エンターテインメント・フェスティバル（2003年）
- エディンバラ・アート・フェスティバル（2003年）*
- エディンバラ・アヌアーレ（2004年） - 現代美術の催し。アヌアーレ（annuale）はイタリア語で「毎年の」の意。
- フェスティバル・オブ・ポリティクス（2005年） - スコットランド議会の主催。
- フェスティバル・オブ・スピリチャリティ・アンド・ピース（2005年）
- アイフェスト（iFest）（2007年） - インターネットに関するフェスティバルと会議。
- エディンバラ・スウィング・フェスティバル

次のフェスティバルは8月にエディンバラで開催されるものの、基本的に業界の集まりで、一般向けに何か行事を公開するものではない。
- エディンバラ国際テレビジョン・フェスティバル（1976年）

## 年間を通じて開催されるフェスティバル
- ケイリー・フェスティバル  - ケイリー（Ceilidh）はゲール語で「物語と歌と踊りの夕べ」のことで、毎年3月と4月に開催される。
- エディンバラ国際ハープフェスティバル - 毎年3月または4月に開催。
- エディンバラ国際サイエンス・フェスティバル - 毎年4月開催。
- ワン・エイティー - 「サイエンス・フェスティバル」のフリンジ版（2006年創始）。
- エディンバラ・イースター・フェスティバル
- ベルティーン・ファイアー・フェスティバル - 古代ケルト族が夏の到来を祝うためにMay Dayに大かがり火を焚いて踊ったベルティーン（Beltane）祝祭にちなむ祭りで、毎年5月開催。
- ダーク・シティー・フェスティバル - ゴシック・ロックのフェスティバルで、毎年5月開催。
- 子ども国際演劇フェスティバル - 毎年5月下旬開催。
- メドウズ・フェスティバル - 市民主催のフェスティバル。例年6月にエディンバラ大学に隣接する公園「メドウズ」（Meadows）で開催されるが、2006年と2007年は資金難で中止に追い込まれた[5]。
- リース・フェスティバル - リース（Leith）地区住民主催によるもので、毎年6月開催。
- エディンバラ・キャピタル・クリスマス
- 大規模なホグマニーの祝祭 - ホグマニー（Hogmanay）はスコットランドの伝統的な大晦日と新年を祝う祭り。